# Efflatounaria alba
Efflatounaria alba är en korallart som beskrevs av Verseveldt 1977. Efflatounaria alba ingår i släktet Efflatounaria och familjen Xeniidae. Inga underarter finns listade i Catalogue of Life.